# Bagni di Contursi Terme
Bagni di Contursi è una frazione del comune di Contursi Terme, con 250 abitanti.
La particolarità della frazione sono le numerosi sorgenti termali, con i suoi stabilimenti dove è possibile espletare cicli di cura. Gli stabilimenti termali sono 6: Terme di Vulpacchio, Terme Forlenza,Terme del Tufaro,Terme Cappetta, Terme Rosapepe e Terme Capasso. La temperatura delle acque termali varia a seconda dello stabilimento e della relativa sorgente.

## Geografia fisica
La frazione si trova sul lato sinistro delle sponde del fiume Sele, nella valle del Sele a pochi km a nord da Contursi città.

## Monumenti e luoghi d'interesse
Non presenta alcun monumento antico, essendo una frazione moderna.
D'interesse storico sono solo le rovine delle antiche terme, oggi sostituite da quelle che sono le "grandi strutture termali".

### Edifici religiosi

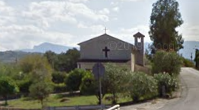
La Chiesa Parrocchiale di S. Francesco d'Assisi

#### Chiesa Parrocchiale di S. Francesco d'Assisi
Costruita nel 1979 e consacrata nel 1981.
Prima della costruzione, si decise di dedicarla a S. Macario, ma poi, con il sisma del 1980, fu portata lì la statua di S. Francesco, che prima si trovava nel vecchio Ospedale. Il 4 Ottobre 1981, l'arcivescovo della Salerno - Campagna - Acerno, istituì la Parrocchia di S. Francesco d'Assisi ai Bagni di Contursi.
L'interno è ad unica navata e sull'altar maggiore vi è un grande affresco che raffigura San Macario inginocchiato mentre gli angeli gli consegnano il mitra ed il bastone pastorale. Sempre sull'altare, vi è la statua di San Francesco, patrono della Parrocchia, e una statuetta della Madonna di Lourdes.
Sul lato sinistro vi sono le statue della Madonna del Carmine e di S. Pio, mentre sul lato destro vi sono le statue di S. Antonio al Monte, patrono della frazione, e del Bambinello di Praga.
Chiesa di Santa Maria de Faris (o Madonna di Fatima)
È attestata la presenza di una chiesa titolata "Santa Maria de Faris" dal 1144. L'antica Chiesetta fu diverse volte ricostruita e nel 1980 fu abbattuta dal sisma. Dopo un decennio, grazie ad un comitato, è stata ricotruita e riaperta al culto. Al suo interno è venerata la statua della Madonna di Fatima.

#### Cappella di S. Antonio al Monte dei Rosapepe
Cappella situata a pochi passi dell'edificio termale dei Rosapepe. L'umidità è il motivo della decadenza della cappella che è attualmente chiusa al culto.

## Le sorgenti termali
- Sorgente di Sant'Antonio
- Sorgente di Sant'Antonio al Monte
- Sorgente Pruno Sottano
- Sorgente Cantani
- Sorgente Don Carlo
- Sorgente Radium
- Sorgente Vulpacchio
- Sorgente ” Prodigiosa”
- Sorgente del Lauro
- Sorgenti Ferrata I
- Sorgente Ferrata II